# Capricorn (mikroprocesszor)
A Capricorn egy mikroprocesszor-család, amelyet a Hewlett-Packard fejlesztett ki az 1970-es évek végén, saját HP series 80 tudományos mikroszámítógép-sorozatának számára. A Capricorn processzort elsőként az 1980 januárjában bevezetett HP-85 asztali BASIC rendszerű számítógépben alkalmazták.
A HP gépei természetesen Steve Wozniakot, az Apple I (és II) tervezőjét is megihlették, aki ekkor még a HP-nál dolgozott; az Apple számítógépet eleinte a HP 9830-hoz hasonlónak szerette volna megalkotni, és 1976-ban fel is ajánlotta a HP-nak az Apple számítógép jogait, ám ezt elutasították, mivel a cég nem látott nagy perspekítvát az éppen hogy csak kialakulóban lévő mikroszámítógépes piacban. Lehet, hogy Wozniak nem a megfelelő emberrel beszélt, mert érdekes módon még ugyanebben az évben a HP számológép-részlege elkezdte a 8 bites, Capricorn névre keresztelt számítógép fejlesztését, Wozniaknak azonban nem tették lehetővé, hogy részt vegyen a fejlesztésben, ezért ő nem sokkal ezután (májusban) elhagyta a HP-t az Apple kedvéért.

## Architektúra
A Capricorn egy mikroprogramozott CPU, amely 64 db. nyolcbites regisztert, egy nyolcbites ALU-t és egy léptető és vezérlő logikát tartalmaz. Egy regiszterpár végzi a programszámláló feladatait, egy másik pár a veremmutatónak van kijelölve, és egy további párt indexként és mutatóként használnak a belső műveletek. Nincs kijelölt akkumulátor — bármelyik általános regiszter használható az ALU eredményének tárolására, mert a regiszterfájlt úgy tervezték, hogy az lehetővé tegye két olvasási és egy írási művelet elvégzését egyazon időben. Minden regiszterpár használható 16 bites indexregiszterként.
Az ALU képes bináris és binárisan kódolt decimális (BCD) üzemmódban működni. Változó hosszú utasítások lehetővé teszik, hogy a programozó a felső 32 regiszter tartalmát egy és nyolc bájt közötti hosszú adatként kezelje – például két nyolcbájtos adat (azaz egy lebegőpontos szám mantisszája) egyetlen utasítással összeadható. Ez a lehetőség csökkenti a ciklusok számát a programokban, ami kisebb méretet és gyorsabb végrehajtást tesz lehetővé.
A CPU-nak fejlett vektoros megszakítási mechanizmusa van, amely maximálisan 127 vektort kezelhet. A közvetlen memóriahozzáférés (DMA) céljából a CPU-t egy külső eszköz megállíthatja.

## Megvalósítás
A Capricorn CPU szilíciumkapus NMOS áramkörként lett megvalósítva, méretei 4,93 × 4,01 mm, egy 28 lábú DIL tokozásban, 8 bites, multiplexelt külső sínnel. A CPU csip fogyasztása 330 mW 625 kHz-en.
A CPU időzítését egy négy nem átfedő fázisú órajel vezérli, a jel hossza 200 nanoszekundum, a szünet (alacsony jel) hossza szintén 200 nanoszekundum, a teljes órajelciklus hossza 1,6 mikroszekundum, ami 625 kHz órajelfrekvenciának felel meg.
A teljes rendszer a CPU-val együtt tervezett támogatócsipeket is tartalmaz: egy dinamikus memóriavezérlőt, billentyűzetvezérlőt, időzítőket, nyomtatóvezérlőt és CRT vezérlőt. Egy speciális puffer-csip csatlakozik a bővítőfoglalatokhoz.

## Fordítás
Ez a szócikk részben vagy egészben  a   Capricorn (microprocessor) című angol Wikipédia-szócikk ezen változatának fordításán alapul.  Az eredeti cikk szerkesztőit annak laptörténete sorolja fel. Ez a jelzés csupán a megfogalmazás eredetét és a szerzői jogokat jelzi, nem szolgál a cikkben szereplő információk forrásmegjelöléseként.